# Energia nucleare in Vietnam
Nel 2010 l'energia nucleare in Vietnam ha generato lo 0% dell'energia elettrica prodotta in totale nel Paese, al momento non ci sono reattori commerciali funzionanti ma è in avanzata fase di discussione la costruzione del primo reattore.

## Programma nucleare futuro
L'economia del Vietnam è da molti anni in rapida espansione, questo ha comportato un rapido aumento della domanda elettrica, a causa dell'insufficienza delle risorse idriche e per non aumentare le importazioni di combustibili fossili, si stanno intraprendendo alcuni studi di fattibilità per la costituzione di un programma nucleare nazionale. Già all'inizio degli anni 1980 furono fatti due studi preliminari, questi decretarono che l'energia nucleare poteva essere una fonte per il continuo aumento della domanda interna.
Nel febbraio 2006 fu annunciato un programma di 2000 MW di potenza operativa nel 2020. L'obiettivo fu successivamente confermato nel 2007, che alzava l'obiettivo a 8000 MW per il 2025, con il primo impianto previsto nella provincia di Ninh Thuan. La legislazione sul nucleare è stata approvata nel 2008, mentre tutta la struttura legale e di controllo è in costituzione.
Nell'ottobre 2010 è stato fatto un accordo con la Atomstroyexport per la costruzione dell'impianto di Ninh Thuan, in cui è prevista la costruzione di due reattori VVER1000 o VVER1200, la cui costruzione è prevista iniziare nel 2014, mentre l'entrata in funzione è prevista nel 2020. La Rosatom ha confermato che, secondo la sua politica di fornitura di tecnologia nucleare a paesi non dotati di armamento nucleare, è disponibile a fornire tutto il combustibile nucleare per l'intera vita dell'impianto ed a ritirarlo quando esausto, oltre alla disponibilità a finanziare economicamente il primo impianto. Lo stesso giorno è stato siglato un simile accordo con il giappone per la costruzione di un secondo impianto, sempre nella provincia di Ninh Thuan, che dovrebbe entrare in funzione per il 2025. Gli altri impianti sono previsti a Phuoc Dinh ed a Vinh Hai, mentre gli altri nelle province di Quang Ngai, Binh Dinh e Phu Yen.
Nel 2016, il Vietnam ha deciso di abbandonare la creazione delle centrali, per motivazioni economiche dovute ai costi crescenti, alle previsioni di diminuzione della domanda di energia e a dubbi sulla sicurezza.

## Ciclo del combustibile
Per gli impianti russi, tutto il ciclo del combustibile sarà supplito dalla russia, non sono quindi previsti impianti per questi reattori.

## Reattori di ricerca
Tutti gli studi sui reattori di ricerca derivano da accordi di cooperazione con la russia, è presente un unico reattore di ricerca, quello di Da Lat, costruito dal 1980 questo è andato a sostituire un reattore americano smantellato all'inizio degli anni 1970 durante la guerra del Vietnam. Nel 2007 gli Stati Uniti hanno fornito assistenza per la conversione del reattore all'utilizzo di uranio a basso arricchimento.

## Gestione dei rifiuti e depositi geologici
Non sono presenti nel paese depositi geologici o temporanei per i rifiuti radioattivi.

## Produzione di uranio
Il Vietnam non è un produttore di uranio. Ha modeste risorse uranifere, quantificate in 6400t di Uranio a <130$/kg nel "Red Book" del 2007.
La ricerca di uranio nel paese è uno degli obiettivi di sviluppo dell'indipendenza energetica nel futuro. Sono stati fatti dei piani di estrazione nella provincia di Quang Nam, dove sono speculate 8000t di uranio.

## Centrali elettronucleari
Tutti i dati della tabella sono aggiornati a novembre 2010
| Reattori operativi |                    |           |                    |                                    |                                   |                        |
| Centrale | Potenza netta (MW) | Tipologia | Inizio costruzione | Allacciamento alla rete            | Produzione commerciale            | Dismissione (prevista) |
| Totale: 0 reattori per complessivi 0 MW |                    |           |                    |                                    |                                   |                        |
| Reattori in costruzione |                    |           |                    |                                    |                                   |                        |
| Centrale | Potenza netta (MW) | Tipologia | Inizio costruzione | Allacciamento alla rete (prevista) | Produzione commerciale (prevista) | Costo (stimato)        |
| Totale: 0 reattori per complessivi 0 MW |                    |           |                    |                                    |                                   |                        |
| Reattori pianificati ed in fase di proposta |                    |           |                    |                                    |                                   |                        |
| Totale programmati: 2 reattori per complessivi 2.000 MW Totale proposti: 12 reattori per complessivi 13.000 MW                                                      |                    |           |                    |                                    |                                   |                        |
| Reattori dismessi |                    |           |                    |                                    |                                   |                        |
| Nessuno |                    |           |                    |                                    |                                   |                        |
| NOTE: - La normativa in vigore prevede la possibilità di sostituzione e/o aumento del parco reattori al termine del ciclo vitale degli impianti ancora in funzione. |                    |           |                    |                                    |                                   |                        |